# Benjamin Bathurst
David Benjamin Bathurst (ur. 27 maja 1936) – brytyjski wojskowy i admirał Royal Navy, najstarszy syn kapitana Petera Bathursta (wnuka 6. hrabiego Bathurst i lady Elisabeth Temple-Gore-Langton, córki kapitana Chandosa Temple-Gore-Langtona. Używał swojego drugiego imienia, Benjamin.

## Życiorys
Wykształcenie odebrał w Eton College i Britannia Royal Naval College w Dartmouth. W 1953 r. wstąpił do Royal Navy i służył w lotnictwie morskim jako pilot helikoptera. Szybko uzyskał uprawnienia instruktora i objął dowodzenie nad szwadronem.
W 1974 uzyskał rangę kapitana i objął dowództwo nad fregatą HMS "Ariadne". Dwa lata później został asystentem ds. morskich Pierwszego Lorda Morskiego, Edwarda Ashmore’a. Od 1978 dowodził HMS "Minevra" i do 1980 był dowódcą 5 szwadronu fregat. Rok później wstąpił do Królewskiej Akademii Studiów Obronnych i rozpoczął pracę jako dyrektor ds. uzbrojenia lotnictwa morskiego w ministerstwie obrony.
W 1983 został awansowany do rangi kontradmirała i rozpoczął służbę jako oficer flagowy 2 flotylli, którą to funkcję sprawował do momentu, kiedy został mianowany dyrektorem generalnym ds. szkolenia marynarki. W 1987 został wiceadmirałem, a w 1989 admirałem. W 1987 został odznaczonym Krzyżem Komandorskim Orderu Łaźni. Później służył jako głównodowodzący floty.
W 1991 został odznaczony Krzyżem Wielkim Orderu Łaźni. Został też wiceprzewodniczącym Sztabu Obronnego. W latach 1993–1995 był Pierwszym Lordem Morskim i szefem sztabu Royal Navy. W 1995 odszedł na emeryturę i został mianowany admirałem floty. Był również adiutantem do spraw morskich królowej Elżbiety II oraz zastępcą Lorda Namiestnika Somerset.

## Życie prywatne
29 sierpnia 1959 r. poślubił Sarah Christian Pandorę Peto, córkę majora Basila Peto i Patricii Browne, córki Geralda Browne'a. Benjamin i Sarah mają razem syna i trzy córki:
- Alice Patricia Bathurst (ur. 24 maja 1962)
- Benjamin John Bathurst (ur. 15 kwietnia 1964), ożenił się z Katherine Ellison, ma dzieci
- Anna Christian Bathurst (ur. 15 października 1968), żona Paula Sinclaira, nie ma dzieci
- Lucilla Ruby Bathurst (ur. 28 grudnia 1970), żona kapitana Jamesa Watsona